# Hilpertia velenovskyi
Hilpertia velenovskyi là một loài Rêu trong họ Pottiaceae. Loài này được (Schiffner) R.H. Zander mô tả khoa học đầu tiên năm 1989.